# موز چمنزار
موز چمنزار (نام علمی:Musa campestris) نام یک گونه از سرده موز است که متعلق به تیره میوزیشی می‌باشد.